# Ola John
Ola John (ur. 19 maja 1992 w Zwedru) – holenderski piłkarz liberyjskiego pochodzenia występujący na pozycji napastnika w portugalskim klubie Vitória SC. W 2013 reprezentant Holandii.

## Kariera klubowa
W sezonie 2011/12 przebił się do pierwszego składu na początku sezonu i do końca nie oddał swojej pozycji, choć konkurował z Nacerem Chadlim. Zdobył najwięcej, sześć, asyst w fazie grupowej Ligi Europy. W spotkaniu z Odense BK w Lidze Europy trzykrotnie asystował, a jego zespół wygrał 3-2. 4 grudnia 2011 roku trafił dwie bramki przeciwko FC Utrecht, a jego drużyna zwyciężyła 6-2. 24 maja 2012 roku podpisał kontrakt z SL Benficą.

## Kariera reprezentacyjna
W lutym 2012 roku został powołany przez Berta van Marwijka na spotkanie towarzyskie przeciwko reprezentacji Anglii na Wembley. 7 maja 2012 roku znalazł się na prowizorycznej liście 36 piłkarzy na Euro 2012. 6 lutego 2013 zadebiutował w dorosłej reprezentacji w zremisowanym 1:1 towarzyskim meczu z Włochami.

## Życie prywatne
W wieku dwóch lat uciekł z matką i braćmi z Liberii do Holandii. Jego ojciec został zabity podczas wojny domowej. Dopiero w 2009 powrócił do Afryki, by zagrać na Mistrzostwach Świata juniorów w Nigerii. Jego bracia Collins i Paddy również grali w zespołach młodzieżowych FC Twente.